# 胡皇后 (北斉武成帝)
胡皇后（ここうごう、生没年不詳）は、北斉の武成帝高湛の皇后。後主を生み、皇太后に立てられた。本貫は安定郡臨涇県。

## 経歴
父は胡延之。母は范陽の盧道約の娘。天保初年、胡氏は選抜されて長広王高湛の妃となった。高緯（後主）と高儼を産んだ。562年（河清元年）、武成帝の皇后に立てられた。565年（河清4年）、武成帝が太上皇帝となり、後主が皇帝に即位すると、胡皇后は太上皇后となった。569年1月（天統4年12月）、太上皇帝（武成帝）が死去すると、太上皇后胡氏は皇太后に立てられた。胡太后は沙門の曇献と密通したが、発覚して曇献は処刑された。後主により胡太后は鄴の北宮に幽閉されたが、後に解放された。北斉が滅び、北周に入ると、胡氏はまた乱行をほしいままにした。隋の開皇年間に死去した。

## 逸話・人物
- 母の盧氏が懐妊したとき、ある胡僧が家を訪れて「この家には瓠蘆の中に月がある」と言い、胡氏が生まれたと伝えられる[1][2][12]。
- 武成帝のとき、胡氏は宦官たちと親しく馴れ合った。武成帝が和士開を信任して側近に置いたため、胡氏は和士開と姦通することとなった。武成帝の死後、和士開は陸令萱と結託して趙郡王高叡の殺害を図り、婁定遠と高文遙を刺史として出させた。陸令萱と和士開は胡太后に仕えてへつらった[1][2][12]。
- 武成帝の死後、胡太后はたびたび仏寺におもむいて、沙門の曇献と通じた。太后は僧侶たちを宮殿内に置き、聴講にかこつけて日夜また曇献と寝所をともにした。曇献は昭玄統に上った。僧侶たちは曇献のことをひそかに太上と呼んだ。後主は胡太后の不貞の噂を知っていたが信じてはいなかった。後に太后のもとに通うふたりの若い尼を見て、後主が召しだすと、実は男であることが発覚した。このため太后と曇献の関係が発覚し、曇献らは処刑され、あわせて太后と昵懇の間柄であった元郡君・山郡君・王郡君も殺害された[13][2][14]。
- 後主が晋陽から太后を連れて鄴に帰る途中、紫陌で大風に遭って立ち往生した。舎人の魏僧伽が風占で謀反の企みのあることを上奏した。後主はいつわって鄴中に急変があったといい、鄴の南城に駆け込んだ。鄧長顒に命じて太后を北宮に幽閉させた。後主は太后と会わないと誓って公表したが、長らくして後主は再び太后を迎えさせた。このとき後主の使者がやってくると、太后は驚いて殺されるのかと警戒した。後に太后が後主を食事に招いたが、後主もあえて毒味しようとしなかった[9][15][11]。
- 北周の使者の元偉が来朝し、述行賦を作った。その内容は鄭の荘公が弟の段を討ち、母の姜氏を移した故事を扱っていた。賦の出来はよくなかったが、故事の示唆する醜聞は当時の人々の知るところであったため、北斉の人士たちは深く恥とした[9][10][11]。

## 伝記資料
- 『北斉書』巻9 列伝第1
- 『北史』巻14 列伝第2 后妃下